# Mauricio Goldenberg
Mauricio Goldenberg (31 de agosto de 1916, 2006) fue un médico psiquiatra y psicoanalista argentino, pionero en el desarrolló de propuestas dinámicas y creativas, pionero en el trabajo en equipo, pionero en la formación de profesionales y pionero en avances conceptuales como las terapias grupales, el psicodrama, el uso de la farmacología y sobre todo la inserción de los pacientes psiquiátricos en la comunidad.

## Trayectoria
Inició sus estudios en la Universidad de Buenos Aires en medicina y psiquiatría.
Desde muy temprano en su carrera profesional fue influenciado por las corrientes psicodinámicas. Era amigo cercano de Enrique Pichon-Rivière, Carcomo, Heinrich Racker, León Grinberg, entre otros, lo que orientó su desarrollo también por las ideas de psiquiatría comunitaria que estaba desarrollando en Inglaterra Maxwell Jones en los albores de los años 60.
A partir de 1956 se hizo cargo de la dirección del Servicio de Psicopatología del Policlínico de Lanús (luego convertido en el “Hospital Zonal Evita”).
Mauricio Goldenberg tenía formación dinámica y mantenía excelentes relaciones con la Asociación Psicoanalítica Argentina. El insistía a los médicos de su servicio a analizarse convirtiendo al Hospital de Lanús en un lugar pionero en todos los sentidos.
Desarrolló en pocos años programas totalmente pioneros no sólo para la Argentina sino para toda la América Latina: sectores de internación abiertos en el hospital general –en contraste con el único recurso existente hasta entonces, a saber, la internacion en manicomios multitudinarios y a su vez alienantes--, sectores de consultorios externos para niños, adolescentes, adultos y pacientes mayores que llegaron a ofrecer más de 40.000 contactos anuales gratuitos con pacientes y familias, servicio de inter-consultas psiquiátricas para pacientes internados en otros sectores del hospital, hospital de día para pacientes que necesitaban intervenciones terapéuticas más estructuradas, un centro de investigaciones activo e idóneo, servicios de extensión comunitaria con consultorios en los barrios marginales cercanos al hospital, y una residencia de especialización en psiquiatría que también quebró el molde tradicional que caracterizaba hasta entonces a las residencias psiquiátricas en América Latina –las que sólo ofrecían formación en psiquiatría biomédica tradicional y localizadas en los manicomios. Lanzó a la palestra un servicio para entonces innovador y comprensivo, interdisciplinario, basado en un modelo bio-psicosocial que integraba clínica psiquiátrica, psicofarmacología, enfoques psicodinámicos y sistémicos, terapias breves individuales, grupales y familiares, y una orientación comunitaria adaptada a las realidades culturales latinoamericanas.
Este Servicio contó con el auspicio y respaldo de la Organización Panamericana de la Salud (OPS), regional de la Organización Mundial de la Salud, la que consideraba a este servicio como modelo e inspiración, así como apoyo de fundaciones locales e internacionales.
Goldenberg fue nombrado en 1967 Director de Salud Mental de la Ciudad de Buenos Aires. Desde ese cargo desarrolló e implementó el primer plan compresivo de Servicios de Salud Mental, que incluyó la creación de cinco Centros de Salud Mental –siguiendo el modelo interdisciplinario y bio-psicosocial puesto a prueba originariamente en el servicio del Lanús, así como el establecimiento de consultorios externos y de inter-consulta psiquiátrica en todos los hospitales públicos mayores de esa metrópolis. En 1971 Goldenberg aceptó la jefatura de Psiquiatría del Hospital Italiano, donde comenzó a replicar, esta vez en el ámbito de un hospital del sector semi-privado, el modelo “Lanusino.”
Con todo, en 1976 tanto Goldenberg como muchos de sus colaboradores cercanos se vieron forzados al exilio y fue allí el desmantelamiento de instituciones progresistas –incluyendo el famoso Servicio de Psicopatología que había creado Goldenberg, considerado por las autoridades militares como subversivo dada su orientación comunitaria.  
Con su vida en peligro, Goldenberg emigró con su familia a Caracas, Venezuela, donde, bienvenido como profesor de psiquiatría, continuó su labor clínica y docente en la Universidad Central de Venezuela, así como su consultoría con la OPS y su práctica privada. 
Con el retorno de la democracia a la Argentina en 1983 Goldenberg fue invitado a Buenos Aires para recibir el tItulo de Profesor Emérito de Psiquiatría en la Facultad de Medicina de la Universidad de Buenos Aires.
Fue además invitado personalmente por el entonces presidente electo del país, Raúl Alfonsín para que desarrollara y dirija un nuevo Programa Nacional de Salud Mental. Goldenberg declinó esa propuesta para continuar su vida en Caracas.
A los 85 años decidió dar por terminada su trayectoria profesional y, junto con su esposa, establecer residencia en Washington D. C., donde habitaba su hija y varios de sus nietos, donde vivió hasta su muerte cinco años después. Falleció en la ciudad de Washington D. C., Estados Unidos en 2006 a los 90 años de edad.